# Onychostoma lepturum
Onychostoma lepturum är en fiskart som först beskrevs av Boulenger, 1900.  Onychostoma lepturum ingår i släktet Onychostoma och familjen karpfiskar. IUCN kategoriserar arten globalt som otillräckligt studerad. Inga underarter finns listade i Catalogue of Life.